# بیخه احشام
 ناحیه بیخهٔ احشام  : قصبهٔ آن بیرم است ونزدیک بیست فرسخ از شهر لار دور است، واین ناحیه مشتملست بر: 
| روستاهای ناحیه بیخهٔ احشام لارستان استان استان فارس ایران                                            |  |
| --------------------------------------------------------------------------------------------------- |  |
| احشام قائد \| چارطاق \| چاه برد \| خرگو (خیرگو) \| ، ده نو \| شیخ عامر \| شیرینو \| کتک \| ملائی.\| |  |

## منبع
- اقتداری، لارستانی، احمد. (لارستان کهن)  ج۱. چاپ دوم، شرکت انتشارات جهان معاصر، تهران چاپ دوم، سال ۱۳۷۱ خورشیدی.

روستای شیخ عامر که از نام مبارک آقای شیخ عامر گرفته شده دارای تاریخی بسیار طولانی است .
. دارای مردمانی با فرهنگ و تمدن. قدمتی که بر می‌گردد
به قبل از اسلام به دوره ساسانی(این سرزمین ابتدا مکانی گبرنشین بوده‌است با آثاری که در این
روستا پیدا شده و در کتابخانه روستا موجود می‌باشد) .
شیخ عامر. [ ش َ م ِ ] (اِخ) دهی در دوفرسخی کمتر میانه ٔ شمال و جنوب بیرم فارس . (از فارسنامه ٔ ناصری).لغت نامه دهخدا
۲۷°۲۶'۵۲«N ۵۳°۲۳'۴۶» E :مختصات جغرافیای